# Nancy Carroll (atriz britânica)
Nancy Carroll (nascida em 28 de novembro de 1974 em Cambridge, Cambridgeshire) é uma atriz inglesa. Ela trabalhou extensivamente em produções teatrais, especialmente com a Royal Shakespeare Company. Ela também teve inúmeros créditos em filmes e televisão, incluindo um papel na série da BBC, Father Brown.

## Início da vida e educação
Nancy Carroll cresceu em Herne Hill, no sul de Londres, e frequentou a Alleyn's School, onde foi uma entusiasmada participante do teatro estudantil. Estudo também na London Academy of Music and Dramatic Art, na qual se formou em junho de 1998.

## Carreira
Logo após a formatura, ela fez uma pequena participação no filme An Ideal Husband e depois se juntou à Royal Shakespeare Company (RSC). Seu primeiro papel profissional no palco foi como Ophelia em Hamlet no Bristol Old Vic em 1999. Ela apareceu no palco em produções como The Man of Mode (2007) de George Etherege, The Voysey Inheritance (2006) de Harley Granville-Barker, foi Emma Jung em The Talking Cure, e em The False Servant de Pierre de Marivaux (1º de Junho – 15 de setembro de 2004) no Royal National Theatre. Ela também apareceu no Almeida Theatre na peça Rei Lear de Jonathan Kent (também no The Old Vic) e em outra peça de Granville-Barker, Waste (2008).
Ela apareceu no palco com o marido Jo Stone-Fewings várias vezes, em See How They Run (2006) e nas duas peças de Noël Coward no Liverpool Playhouse, em março de 2004 (The Incomoded Heart and Still Life). Em 2009, ela atuou como Viola que se opunha ao seu marido Orsino na produção da RSC de Twelfth Night dirigida por Gregory Doran.

Carroll apareceu ao lado de Benedict Cumberbatch e Adrian Scarborough na versão de Thea Sharrock da peça de Terence Rattigan, After the Dance, no Royal National Theatre em 2010.Sua "performance gloriosa" ganhou o prêmio de Melhor Atriz no Evening Standard drama awards e no Olivier awards de 2010.